# Colin Morgan
Colin Morgan (Armagh, Észak-Írország, 1986. január 1. –) északír színész. 
Legismertebb szerepe a címszereplő megformálása a BBC által közvetített Merlin kalandjai című sorozatban.

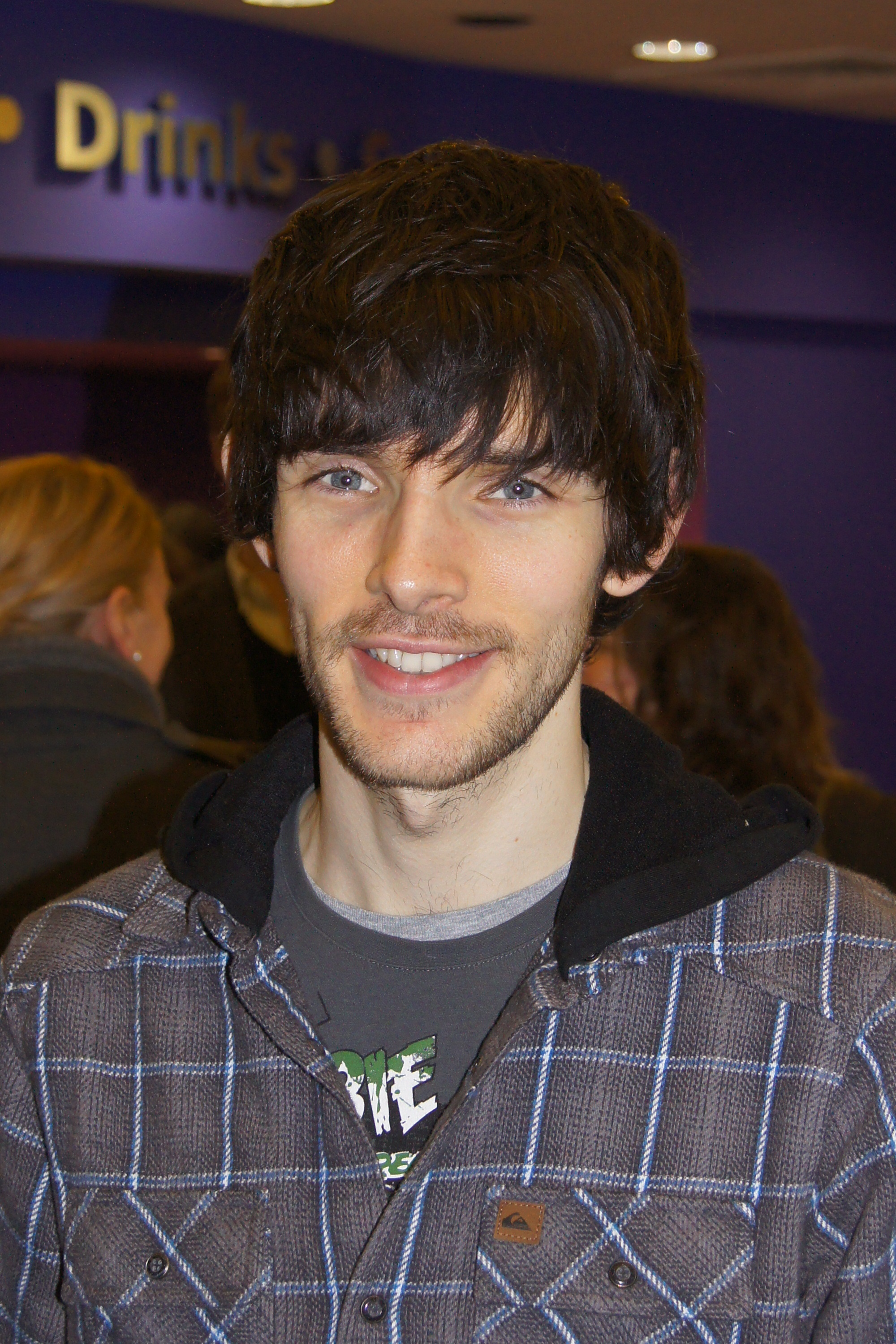
2011-ben

## Élete és pályafutása
Középiskolai tanulmányait az észak-írországi Dugannonban végezte. Harmadéves volt, amikor megkapta az iskola legjobb tanulójának járó Denis Rooney Associates-díjat. 2004-ben a Belfast Metropolitan College-ban végzett, majd 2007-ben a Glasgow-i Royal Scottish Academy of Music and Drama hallgatójaként szerzett diplomát, zene és drámaszakon.
2007-ben játszotta el első színpadi szerepét, majd egy évre rá kezdték forgatni a Merlin kalandjait, melyben megkapta a főszerepet.

## Filmográfia

### Film
| Év   | Magyar cím                | Eredeti cím                   | Szerep                         | Magyar hang   |
| ---- | ------------------------- | ----------------------------- | ------------------------------ | ------------- |
| 2010 | Parkolópályán             | Parked                        | Cathal                         |               |
| 2011 |                           | Island                        | Calum                          |               |
| 2014 | Az ifjúság végrendelete   | Testament of Youth            | Victor Richardson              | Dénes Viktor  |
| 2015 | Legenda                   | Legend                        | Frankie Shea                   | Renácz Zoltán |
| 2015 | Legenda                   | Legend                        | Frankie Shea                   | Baráth István |
| 2016 | A Vadász és a Jégkirálynő | The Huntsman: Winter's War    | Blackwood hercege              | Jéger Zsombor |
| 2018 |                           | The Happy Prince              | Lord Alfred „Bosie” Douglas    |               |
| 2018 |                           | Benjamin                      | Benjamin                       |               |
| 2021 | Belfast                   | Belfast                       | Billy Clanton                  |               |
| 2022 | Fűző                      | Corsage                       | William George „Bay” Middleton |               |
| 2023 |                           | Dead Shot                     | Micheal O'Hara                 |               |
| 2023 |                           | The Dead Don't Hurt           | Lewis Cartwright               |               |
| 2025 |                           | Long Day's Journey into Night | Edmund Tyrone                  |               |

### Televízió
| Év        | Magyar cím                  | Eredeti cím                | Szerep             | Megjegyzések                                                       |
| --------- | --------------------------- | -------------------------- | ------------------ | ------------------------------------------------------------------ |
| 2007      |                             | The Catherine Tate Show    | John               | 1 epizód                                                           |
| 2008      | Ki vagy, doki?              | Doctor Who                 | Jethro Cane        | 1 epizód (Éjfél)                                                   |
| 2008–2012 | Merlin kalandjai            | Merlin                     | Merlin             | - főszereplő (65 epizód) - magyar hangja:[forrás?] - Renácz Zoltán |
| 2009      |                             | The Real Merlin and Arthur | önmaga             | dokumentumfilm                                                     |
| 2014      |                             | Quirke                     | Jimmy Minor        | Minisorozat (1 epizód)                                             |
| 2014–2016 | Hajsza                      | The Fall                   | Tom Anderson       | főszereplő (2-3. évad)                                             |
| 2015–2018 |                             | Humans                     | Leo Elster         | főszereplő                                                         |
| 2016      | Élők és holtak              | The Living and the Dead    | Nathan Appleby     | főszereplő (6 epizód)                                              |
| 2019      | A Korona                    | The Crown                  | John Armstrong     | - 1 epizód - magyar hangja:[forrás?] - Fehér Tibor                 |
| 2021      | Három család                | Three Families             | Jonathan Kennedy   | minisorozat (2 epizód)                                             |
| 2022      |                             | We Hunt Together           | Liam Gates         | 6 epizód                                                           |
| 2022      |                             | Mammals                    | Jeff Wilson        | főszereplő                                                         |
| 2023      | Gyilkos típus               | The Killing Kind           | John Webster       | 6 epizód                                                           |
| 2024      |                             | The Gray House             | Hamton Arsenault   | 1 epizód                                                           |
| 2024      |                             | Dead and Buried            | Michael McAllister | főszereplő (4 epizód)                                              |
| 2024      |                             | The Boy That Never Was     | Harry Lonergan     | főszereplő (4 epizód)                                              |
| 2025      | Sandman: Az álmok fejedelme | The Sandman                | Sexton             | - 1 epizód - magyar hangja:[forrás?] - Jaskó Bálint                |

### Rádió
| Év   | Cím        | Szerep |
| ---- | ---------- | ------ |
| 2009 | Cry Babies | Roger  |

## Színház
| Év      | Cím                      | Szerep      | Színház                       |
| ------- | ------------------------ | ----------- | ----------------------------- |
| 2007    | Vernon God Little        | Vernon      | Young Vic Theatre , London    |
| 2007    | All About My Mother      | Esteban     | Old Vic, London               |
| 2008    | A Prayer for My Daughter | Jimmy       | Young Vic Theatre, London     |
| 2011    | Our Private Life         | Carlos      | Royal Court Theatre, London   |
| 2013    | The Tempest              | Ariel       | Shakespeare's Globe, London   |
| 2013-14 | Mojo                     | Skinny Luke | Harold Pinter Theatre, London |

## Díjak és jelölések
| Év   | Díj                         | Kategória              | Jelölt mű        | Eredmény |
| ---- | --------------------------- | ---------------------- | ---------------- | -------- |
| 2008 | Variety Club Showbiz díj    | legjobb új színész     | Merlin kalandjai | Elnyerte |
| 2009 | Monte Carlo TV Festival díj | legjobb drámai színész | Merlin kalandjai | Jelölve  |
| 2010 | Monte Carlo TV Festival díj | legjobb drámai színész | Merlin kalandjai | Jelölve  |
| 2011 | Monte Carlo TV Festival díj | legjobb drámai színész | Merlin kalandjai | Jelölve  |
| 2012 | Virgin Media TV díj         | legjobb színész        | Merlin kalandjai | Elnyerte |

## Érdekességek
Vegetáriánus, és laktózérzékeny. A Merlin meghallgatása előtt, tévedésből Artúr szövegét küldték el neki, így sokáig arra készült. Csak öt perccel a felvétel előtt kapta meg Merlin szövegkönyvét, így sok ideje nem maradt átolvasni, és így is megkapta a szerepet.